# Novonilacoccus oryzae
Novonilacoccus oryzae är en insektsart som beskrevs av Soumyendra Nath Ghosh och Birenda Nath Ghose 1987. Novonilacoccus oryzae ingår i släktet Novonilacoccus och familjen ullsköldlöss. Inga underarter finns listade i Catalogue of Life.